# Portela (Loures)
Portela ist ein Ort und eine ehemalige Gemeinde (Freguesia) im portugiesischen Kreis Loures. Die Gemeinde hatte 11.816 Einwohner (Stand 30. Juni 2011).
Der internationale Flughafen von Lissabon ist nach dem Stadtteil benannt.
Am 29. September 2013 wurden die Gemeinden Portela und Moscavide zur neuen Gemeinde União das Freguesias de Moscavide e Portela zusammengeschlossen. Portela ist Sitz dieser neu gebildeten Gemeinde.